# Barbra Banda
Barbra Banda (Lusaka; 20 de marzo de 2000) es una futbolista profesional zambiana que juega como delantera en el Orlando Pride de la NWSL de Estados Unidos. Es internacional con la selección de Zambia.

## Biografía
Banda se apasionó por el fútbol desde muy joven, aunque tuvo que afrontar las perplejidades iniciales de la familia, pero fue alentada por su padre para emprender la actividad competitiva y empezar a jugar a partir de los 7 años. Además del fútbol, inspirada en la figura de su compatriota Catherine Phiri, también se dedica al boxeo, iniciándose en dicho deporte de combate a los 16, con excelentes resultados, acumulando cinco victorias en cinco peleas, decidiendo sin embargo abandonar este deporte para dedicarse completamente al fútbol femenino. 
A principios de 2021, también estableció una fundación a su nombre, la Fundación Barbra Banda , que tiene como objetivo empoderar a las niñas en su país, enfocándose principalmente en apoyar programas que promuevan el empoderamiento de mujeres y niñas y combatan la violencia en su país.

## Trayectoria
Después de jugar en la Bauleni United Sports Academy, en formaciones masculinas debido a la falta de equipos juveniles exclusivamente femeninos, en su ciudad natal de Lusaka , Banda se une a Indeni Roses en Ndola y luego se muda a Green Buffaloes Women en Lusaka, este último el equipo estatal de Zambia patrocinado por el ejército de Zambia. Sirvió en el ejército de Zambia, compartiendo actividades deportivas y entrenamiento militar con sus compañeros. Jugando en la división FAZ Women Super, el nivel más alto del campeonato nacional, obtiene importantes resultados, ganando el título del grupo regional con los Green Buffaloes.
Tras ser descubierta por los observadores de Logroño durante los partidos clasificatorios de la Copa Africana de Naciones, en el verano de 2018 se formalizó su traspaso al recién ascendido club español en Primera División que, sin embargo, sólo podrá utilizarla a partir de octubre, una vez iniciada la temporada, por problemas burocráticos. Hizo su debut liguero el 4 de noviembre, en la octava jornada, en el partido que ganó en casa al Huelva, donde también marcó su primer gol "español", el que marcó el 2-0 para los anfitriones en el 75 '. Estuvo con el cuadro de La Rioja durante una temporada y media, contribuyendo con sus 8 goles en 17 partidos a que su equipo alcance la 11.ª plaza en la primera y una fácil salvación, siendo decisivo en la segunda, con 7 goles en 11 encuentros, para mantener posiciones de alto rango en la primera parte del campeonato, que luego terminó en la séptima posición, el mejor resultado deportivo jamás logrado por el equipo del norte de España, antes de su suspensión por restricciones por la pandemia del COVID-19 .
Banda, sin embargo, ya había dejado al club en enero, aprovechando la oportunidad para jugar en su segunda liga en el extranjero, firmando un contrato con las subcampeonas de Shanghái Shengli para competir en la Superliga femenina de China, el máximo nivel del campeonato chino. Ya en el partido de debut de la Superliga, Banda anotó 23 minutos después de salir al campo, en el partido inaugural del campeonato, que venció 5-0 a sus rivales. Compartió con sus compañeras la conquista del 2.º lugar en la primera fase del campeonato, teniendo así acceso a la siguiente fase eliminatoria donde, sin embargo, su equipo, con un triunfo, un empate y una derrota, terminó en el 3.er lugar, para luego gana la final por el 3.er puesto contra el Beijing BG Phoenix. Al finalizar el campeonato, con 17 goles marcados en total, incluido un penalti, ganó el ranking de las mejores goleadoras del torneo.

## Selección nacional
Banda fue convocada por la Asociación de Fútbol de Zambia por primera vez en 2014, incluida en la plantilla, apenas a sus trece años de edad, por el entrenador Albert Kachinga en la selección Sub-17 que disputó el Mundial de Costa Rica 2014, el primer FIFA torneo mundial al que inscribió una selección nacional femenina de Zambia. Durante el torneo Kachinga la utilizó en los tres partidos disputados por su selección nacional en el grupo A, que con dos derrotas, 2-0 ante Italia y 4-0 frente a Venezuela y solo una victoria, 2-1 ante la anfitriona Costa Rica, fue eliminada en la fase de grupos.
En 2018 llegó su primera convocatoria a la selección absoluta, debutando ese mismo año y siendo incluida, sin ser utilizada nunca en el torneo, en la selección que disputó la Copa Africana de Naciones 2018. En los dos años siguientes fue citada regularmente, pero tuvo pocas oportunidades de ser empleada; La prevista edición 2020 de la Copa Africana de Naciones fue cancelada por restricciones por la pandemia de COVID-19, por lo que su asistencia se limitó a partidos amistosos.
Luego de que su selección nacional accediera a unos Juegos Olímpicos por primera vez en su historia deportiva al vencer al favorito Camerún en el torneo Preolímpico CAF 2020, el entrenador Bruce Mwape lo agregó a la lista en julio de 2021. de los 22 jugadores para el Torneo de fútbol femenino de Tokio 2020. El equipo, incluido en el grupo F, perdió su primer partido el 21 de julio de 2021 contra Holanda por 10-3, con Banda, que salió al campo con el brazalete de capitán, como protagonista con un hat-trick, anotando todos los goles de Zambia, estableciendo la supremacía de la mayor goleadora africana en unos Juegos Olímpicos hasta ese momento. En el siguiente partido vuelve a marcar un triplete, ante China.

## Clubes
| Club             | País           | Año       |
| ---------------- | -------------- | --------- |
| Indeni Roses     | Zambia         | ¿?        |
| Green Buffaloes  | Zambia         | ¿?-2018   |
| E. D. F. Logroño | España         | 2018-2020 |
| Shanghái Shengli | China          | 2020-2023 |
| Orlando Pride    | Estados Unidos | 2024-Act. |

## Palmarés

### Distinciones individuales
| Distinción                                              | Año  |
| ------------------------------------------------------- | ---- |
| Goleadora de la Chinese Women's Super League (18 goles) | 2020 |
| Goleadora de la Copa COSAFA Femenina (10 goles)         | 2022 |